# Shivasamhita
Die Shivasamhita (Sanskrit: शिवसंहिता śivasaṁhitā  „Shivas Sammlung“) gehört neben der Hathapradipika und der Gherandasamhita zu den wichtigsten Texten des Hatha Yogas.  Der spirituell-esoterische Text wurde um 1700 geschrieben und umfasst fünf Kapitel. Sein Umfang beträgt 645 Verse. Der Autor ist unbekannt, der Text wird dem Gott Shiva in den Mund gelegt.

## Aufbau
Die Lehre der Shivasamhita ist eine Mischung aus Samkhya, Vedanta, Tantra und Buddhismus.

### Erstes Kapitel
Das erste Kapitel ist eine philosophische Abhandlung über Erkenntnis und Unwissenheit. Der Text listet verschiedene Formen von Gläubigkeit auf, wie Askese, Vergebung, Almosen, Opfer, Pilgern, und nennt anschließend verschiedene Lehren. Unabhängig ob ein Mensch an Gott oder nicht an Gott glaube, alle diese verschiedenen Ansichten führten die Menschen in Verwirrung und dadurch würden diese auf dem Pfad der Erlösung umhergetrieben. Obschon schlechte Taten in die Hölle und gute Taten in den Himmel führten, sei das Ergebnis dasselbe, nämlich Wiedergeburt und Verstrickung.
Wer Tugend und Laster hinter sich gelassen habe und nicht nach Belohnung guter Taten strebe, soll sich dem Yoga, der einzigen wahren Lehre, zuwenden und diese sehr genau und mehrmals gut durchdenken.
Der Text gibt Beispiele an Täuschungen der Wahrnehmung und des Geistes. Ursache von Unwissenheit ist die Illusion māyā, die eine Laune des Universums sei. Dann folgt eine spirituelle Erklärung der Entstehung der subtilen und materiellen Welt. Der menschliche Körper, der Tempel der Leiden und Freuden, umschließt die immaterielle Seele (jīva), die sich an den Früchten des Karmas erfreue.

### Zweites Kapitel
Das zweite Kapitel behandelt auf Grundlage tantrischer Lehren den subtilen Körper, besonders die Energiekanäle (nāḍi) und das innere Feuer (vaiśvānara). Dann geht der Text näher auf die Seele ein, die mit einer Girlande endloser Wünsche geschmückt ist, und ihrem Verhältnis zum Karma.

### Drittes Kapitel
Das dritte Kapitel vermittelt die Yogapraxis. Nach der Beschreibung der Lebensenergie (prāṇa) und der damit verbundenen Körperwinde (vāyu) geht es zum Verhältnis zwischen dem spirituellen Lehrer und dem Schüler ein. Ohne mündliche Vermittlung durch einen Lehrer seien die Früchte der Erkenntnis unergiebig und leidvoll. Verhaltens- und Essregeln werden aufgestellt. Das Hauptthema bilden die Atemübungen (prāṇāyāma), deren Auswirkungen und die dadurch erlangten besonderen Fähigkeiten (siddhi), sowie die vier Stufen der Schülerschaft. Am Ende des Kapitels werden vier Sitzhaltungen (āsana) beschrieben: Siddhasana, Padmasana, Ugrasana und Svastikasana.

### Viertes Kapitel
Das vierte Kapitel weist auf die Kaula-Sekte hin, einer Form des Shivaismus. Durch Konzentrationsübungen, Imagination und Mudras soll die Kundalini erweckt werden. Mehrere Mudras und Bandhas werden beschrieben.

### Fünftes Kapitel
Im fünften Kapitel belehrt Shiva seine Frau Parvati über die Hindernisse auf dem Yogaweg. Dies sind einerseits weltliche Freuden, wie Frauen, Delikatessen, Schmuck, Musik oder Wagenfahren und anderes mehr. Als religiöse Hindernisse gelten unter anderem auch das Auswendiglernen von heiligen Schriften, Götterverehrung, Fasten, Askese, Bußgänge oder das Sehnen nach Erlösung. Gewisse Irrtümer, die vorgeben, sofortige Erlösung zu erfahren, werden ebenfalls genannt.
Dann werden die vier Schülerarten beschrieben. Ein fauler und schlechter Schüler kann mittels Mantrayoga durchaus Erfolg haben, für mittelmäßige, angenehme Schüler eignet sich Layayoga, interessierte und unabhängige Schüler sollen Hathayoga üben und der begeisterte Schüler ist für alle Yogawege geeignet. 
Darauf werden einige praktische Übungen beschrieben, der Raja Yoga, sowie die sieben Chakren. Die Shivasamhita endet mit der Bemerkung, dass auch ein Familienvater, der im geheimen Yoga übt und seiner Familie nicht anhaftet, Erfolg haben wird.